# Smother
Smother ([ˈsmʌð.ər], укр. Душити, задихатися) — третій студійний альбом англійського інді-рокового гурту Wild Beasts, що вийшов у 2011 році.
На відміну від попередніх двох альбомів, на яких гурт виконував ексцентричний юнацький гітарний бароко-поп із театральним вокалом Гейдена Торпа, третя платівка стала зрілішою та стриманішою, її записано із використанням семплів та синтезаторів. Якщо раніше музиканти цілеспрямовано привертали до себе увагу британської музичної спільноти, то після номінації другого альбому Two Dancers на отримання престижної премії Mercury Prize та виснажливого концертного туру вирішили відпочити, записавши повільніший та більш мінімалістичний альбом.
Платівка Smother вийшла в травні 2011 року на лейблі Domino Records, досягнувши сімнадцятої позиції у британському альбомному хіт-параді. На пісні «Albatross» та «Bed of Nails» було знято відеокліпи, а пізніше вийшов сингл «Reach a Bit Further». Музичні критики схвально оцінили платівку, відзначивши прогрес у порівнянні з попереднім альбомом, стилістичну самобутність та еротичну тематику текстів, які зробили Wild Beasts одним з провідних британських інді-колективів. В декількох музичних виданнях Smother визнали одним з найкращих альбомів 2011 року. 

## Передісторія

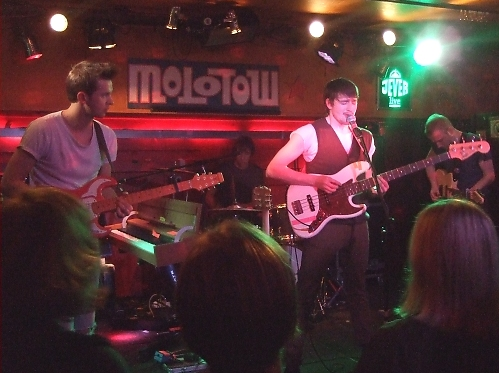
Виступ «Wild Beasts» у 2008 році

Гурт Wild Beasts було засновано в англійському місті Кендал, графство Камбрія, у 2002 році. Його учасники — вокаліст Гейден Торп, бас-гітарист Том Флемінг, гітарист Бен Літтл та барабанщик Кріс Телбот — знали один одного з дитинства, бо вчилися в одній школі. У рідному місті не було розвинутої музичної спільноти, а місцеві гурти переважно грали у пабах кавер-версії класичних рок-гуртів, тому всіх чотирьох вважали диваками. Закінчивши школу, юнаки переїхали до Лідсу, вступили до місцевого університету або працювали на різних роботах, але скоро переросли й тутешнє «креативне гетто». Wild Beasts підписали контракт з незалежним лейблом Domino Records, випустили декілька синглів та два студійні альбоми. 2008 року вийшла дебютна платівка Limbo, Panto, яка представила незвичайне звучання гурту із «театральним» фальцетом Торпа, а у 2009 році — друга платівка, більш танцювальна та енергійна Two Dancers, на якій другим повноцінним вокалістом став Флемінг.
У 2010 році Wild Beasts номінували на отримання головної нагороди британської музичної індустрії «Mercury Prize». І хоча їхній альбом Two Dancers поступився дебютній платівці the xx — xx, у Wild Beasts з'явилося багато нових шанувальників. Якщо раніше їхня творчість була відома лише вузькому колу поціновувачів андеграундної музики, після цього Wild Beast почали давати інтерв'ю провідним виданням та навіть з'явилися на MTV. У місцевій пресі їх охрестили «найбільшим гуртом, що вийшов з південної Камбрії за останні десятки років, або навіть за всі часи». Від колективу, який став відомим усій англійській інді-спільноті, з нетерпінням очікували виходу третього альбому.

## Запис альбому
- Wild Beasts:
  - Гейден Торп,
  - Том Флемінг,
  - Бен Літтл,
  - Кріс Телбот.

- Автори пісень — «Wild Beasts».
- Продюсери — Річард Формбі та Wild Beasts.
- Додаткові аранжування — Річард Формбі.
- Зведення — Lexxx.
- Звукорежисер — Дейв Пай.
- Фотограф та артдиректор — Джейсон Еванс.
- Дизайн — Метью Купер, Джейсон Еванс[3].

Запису Smother передували виснажливі гастролі, які тривали вісімнадцять місяців. За словами музикантів, вони настільки втомилися, що хотіли лише одного — відпочинку та комфорту. За півтора року вони накопичили багато ідей для нових пісень, тому вже через три дні після останнього концерту турне зібралися разом у мистецькому кварталі Лондона Шордичі та почали придумувати нові композиції. Вони надихалися враженнями від попередніх концертів, на яких, попри танцювальний характер музики, слухачі часто просто стояли та слухали виконавців. Через це, попри поодинокі побажання писати ще швидшу та гучнішу музику, аніж на Two Dancers, Wild Beasts пішли у протилежному напрямку. На попередніх двох альбомах музиканти намагалися виділитися на тлі тогочасної британської рок-музики, граючи ексцентричний та авангардний артрок, але після отримання певного визнання могли дозволити собі «бути самими собою».
Музиканти виділили на написання пісень шість тижнів, але вже через п'ять вирішили зупинитися, бо мали достатньо матеріалу. Вони хотіли зберегти основні ідеї такими як є, максимально зменшивши час між створенням пісень та їхнім записом, зберігаючи елемент спонтанності. Гурт вирушив до студії у Сноудонії, на півночі Уельсу, вдалині від знайомих та рідних, де повністю зосередився на запису. Продюсером платівки, як і попередніх робіт Wild Beasts, став Річард Формбі. На відміну від Two Dancers, де, як вважалося, було забагато вокалу Торпа, на Smother звучання стало стриманішим, прямолінійнішим та м'якшим. Якщо попередній альбом був схожим на живий концертний запис, то цей містив більше елементів електронної музики, виконаних на синтезаторах та семплерах, але зберіг фірмові риси Wild Beasts — насичені барабани із том-томами, яскраву гітару та взаємодію фальцету Торпа та низького крунерського голосу Флемінга.
Музиканти ставили за мету зробити красивий альбом, який нагадував би їм про рідний Озерний край, але ця красота мала бути недосконалою, неідеальною, відрізнятися від набридлих «відретушованих облич». Деякі фрагменти пісень залишалися сирими, як, наприклад, одна з партій гітари для пісні «Albatross», яку було записано вдома на мікрофон від MacBook Pro. Учасники гурту свідомо спрощували пісні, намагаючись скоротити кількість акордів та інструментів, досягаючи максимального ефекту за допомогою мінімальної кількості засобів.
Як і на попередніх платівках, тексти Smother містили багато відсилань до класичного кінематографу та літератури. Якщо на Two Dancers один з найцитованіших рядків пісень («His hairy hands, his falling fists, his dancing cock down by his knees», укр. «Його волохаті руки, його спадаючі кулаки, його танцюючий член, опущений на коліна») був натхненним еротичними романами Генрі Міллера, то на Smother були відсилання до творів Мері Шеллі, Вільяма Шекспіра, Ернеста Гемінґвея, фільмів Педро Альмодовара. Через незвичну глибину текстів учасників гурту помилково вважали багатіями, хоча всі вони походили з незаможних родин. Це їх дратувало, бо на переконання музикантів, популярна музика для широкого загалу («музика для селян») не обов'язково мала бути примітивною, як у бритпопових колективів на кшталт Oasis.
Основна ідея альбому втілена у двозначній назві — «Smother» (укр. душити, задихатися). З одного боку, пісні присвячені коханню, стосункам між людьми, які люблять одне одного так сильно, що можуть задушити подушкою. З другого боку, подушка символізувала місце, де можна відпочити. Іншим тематичним елементом альбому стали пташине пір'я. Чорне пір'я літало поруч з дівчиною на хвилинному відеотрейлері до альбому, з'являлося на обкладинці альбому та синглів — стилізованій подушці, а також відсилало до першого синглу з альбому, пісні «Albatross» (укр. Альбатрос). Окрім цього, за словами Гейдена Торпа, під час роботи над альбомом музиканти також думали «про Ікара, політ ближче до сонця та небезпеки насолоди життям».

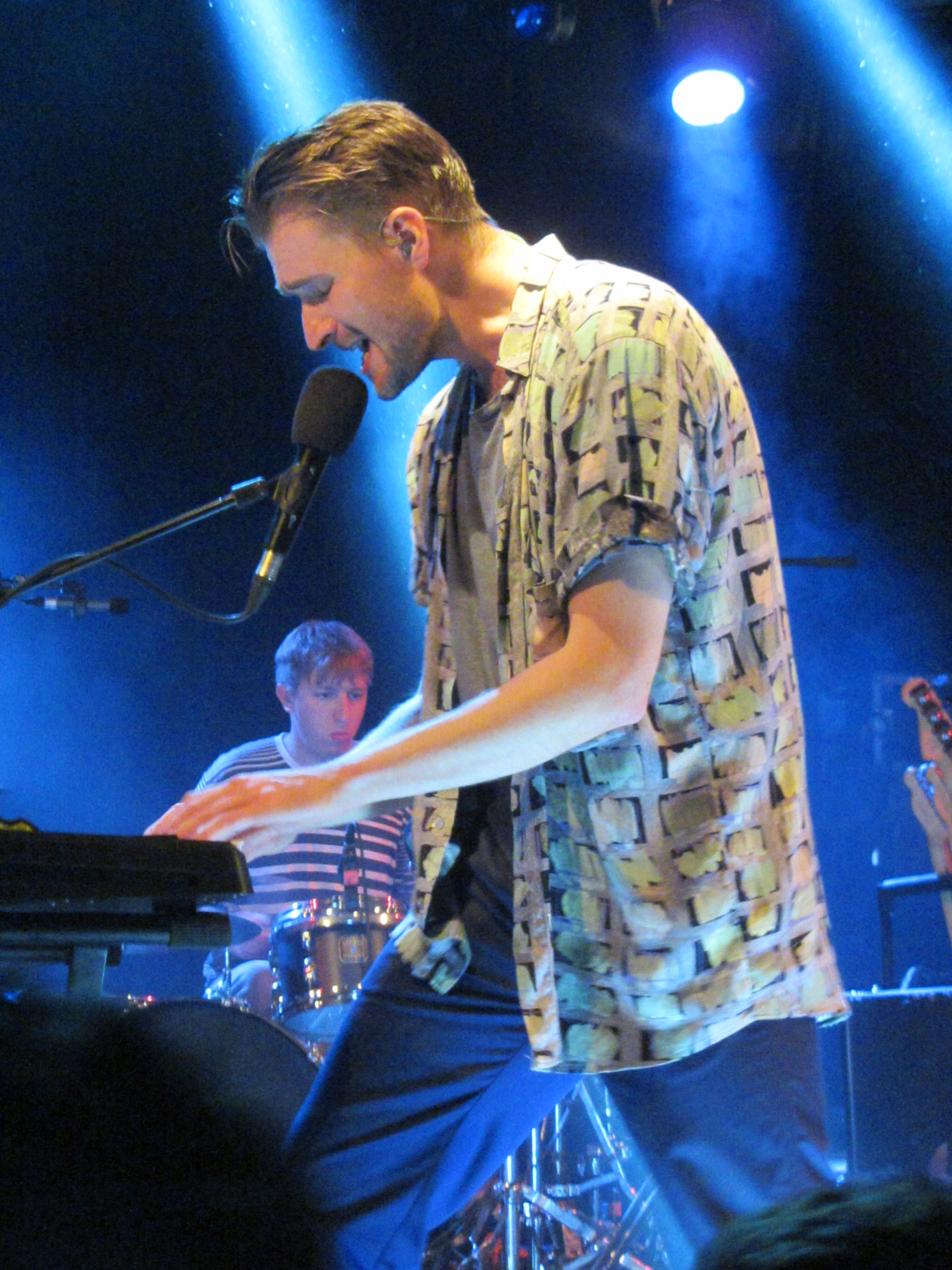
Гейден Торп (вокал, гітари, синтезатор)
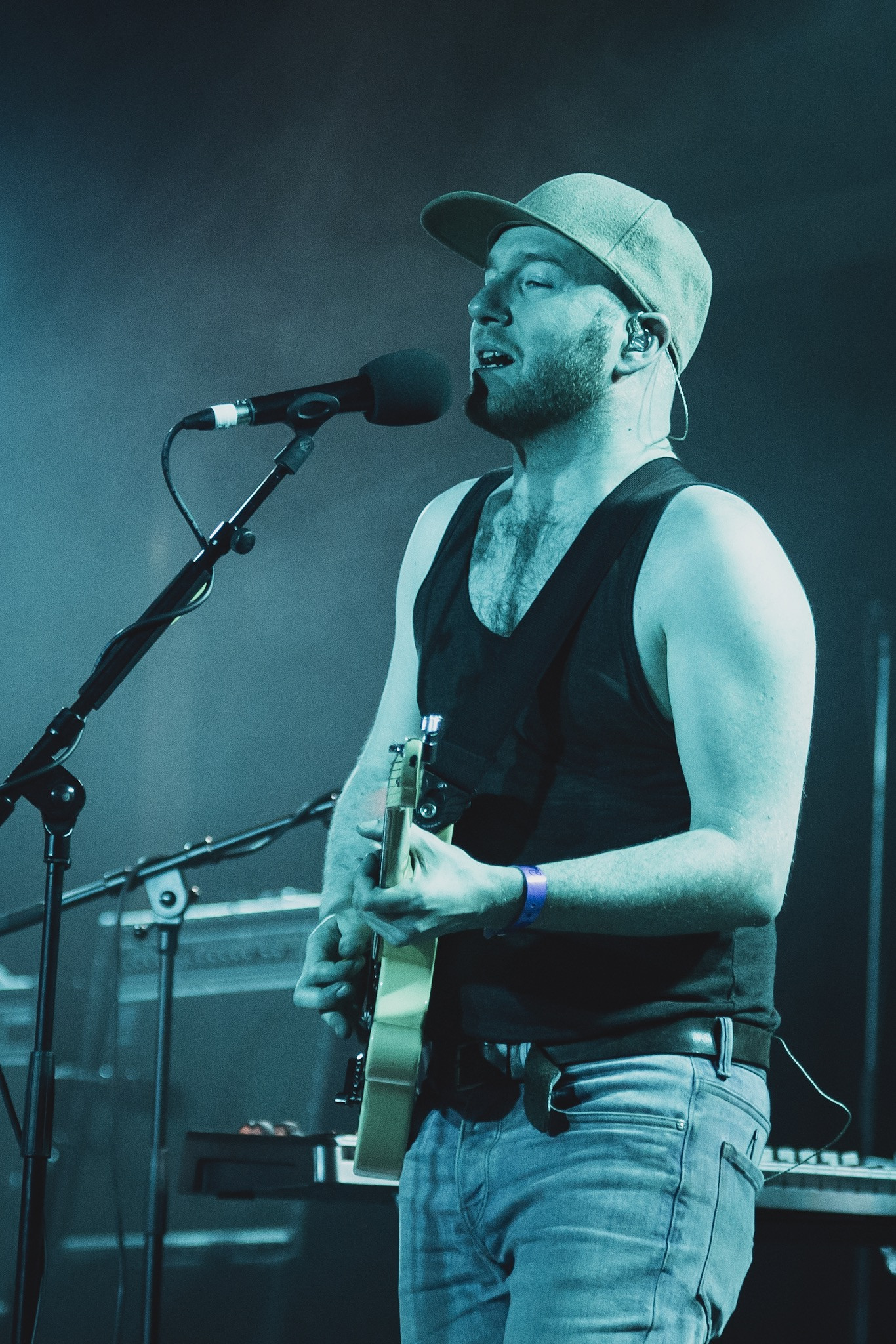
Том Флемінг (вокал, гітари, синтезатор)
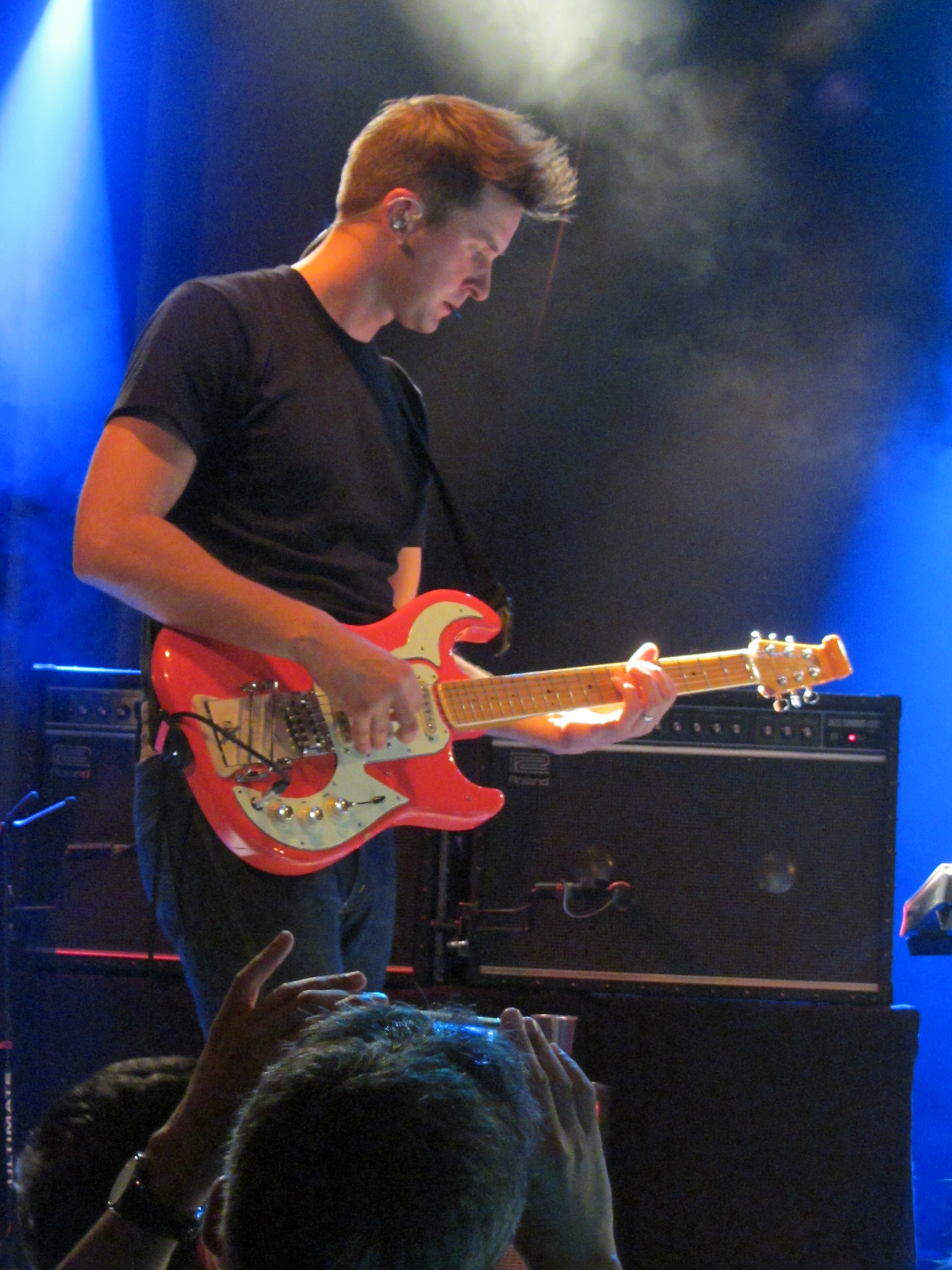
Бен Літтл (гітара)
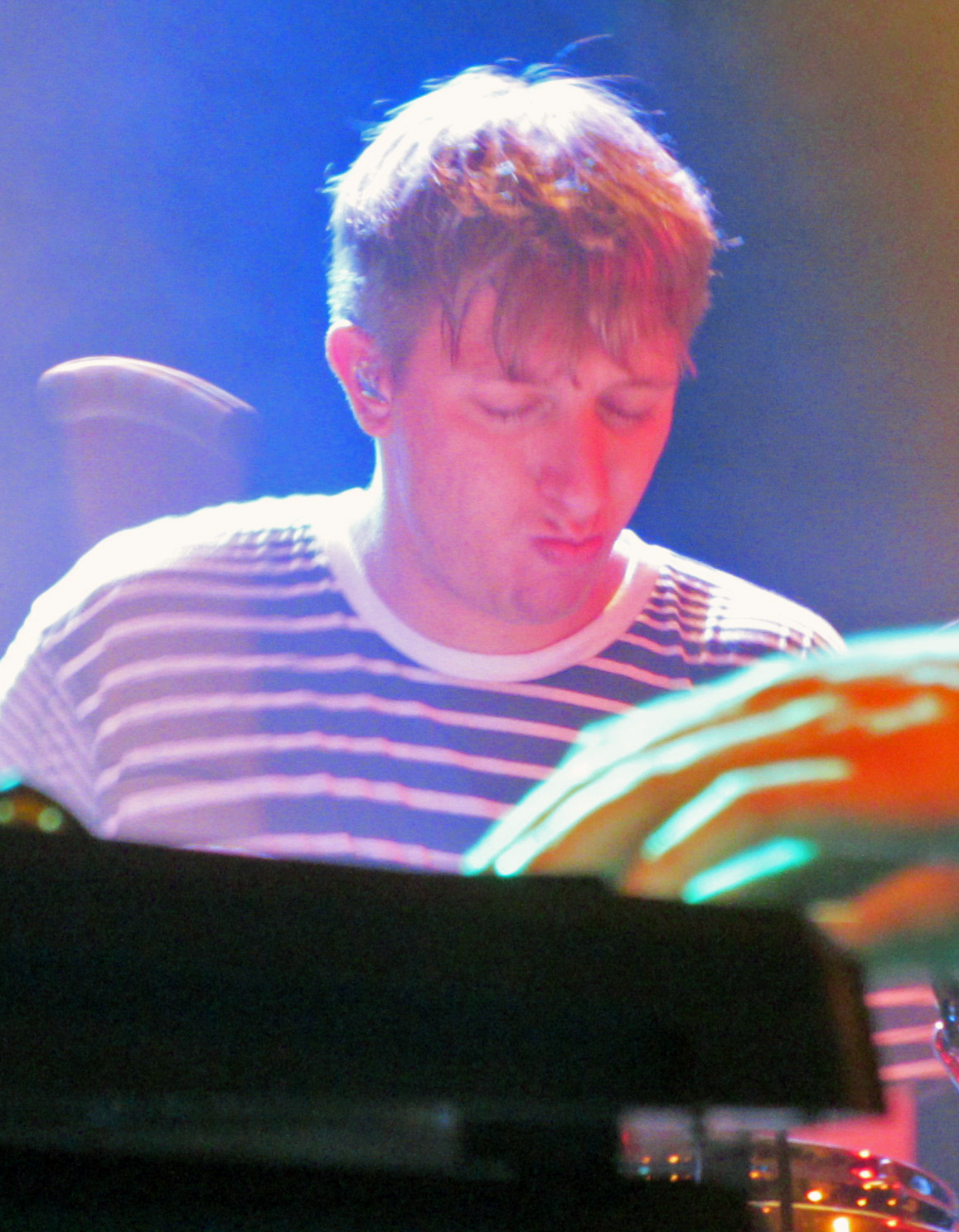
Кріс Телбот (барабани)

## Список пісень
| Smother | Smother               | Smother    |
| #       | Назва                 | Тривалість |
| ------- | --------------------- | ---------- |
| 1.      | «Lion's Share»        | 4:14       |
| 2.      | «Bed of Nails»        | 4:18       |
| 3.      | «Deeper»              | 3:01       |
| 4.      | «Loop the Loop»       | 4:06       |
| 5.      | «Plaything»           | 4:21       |
| 6.      | «Invisible»           | 2:58       |
| 7.      | «Albatross»           | 3:12       |
| 8.      | «Reach a Bit Further» | 3:36       |
| 9.      | «Burning»             | 4:44       |
| 10.     | «End Come Too Soon»   | 7:33       |

1. Альбом починається з композиції «Lion's Share» (укр. Левова частка). Гейден Торп співає під акомпанемент уривчастого синтезованого басу, після чого з'являється одноголоса мелодія на фортепіано. Головний персонаж пісні звертається до жінки та розмірковує, що з нею зробити: «Я чекаю, поки ти запаморочишся, лягаю, поки ти не почнеш кульгати, беру тебе в рот як лев, який грається зі здобиччю» (англ. I wait until you're woozy, I lay low until you're lame / I take you in my mouth like a lion takes its game). Згодом до вокалу Торпа, басу та фортепіано доєднуються другий вокаліст та перкусія, але замість очікуваної кульмінації, в якій брав би участь весь склад гурту, музика стає тихшою. Приспів вокалісти Wild Beasts співають по черзі: Том Флемінг запитує «Від чого ти біжиш?» (англ. What are you running from?), а Гейден Торп відповідає: «Через жахливий страх, але ж саме через це тут темно, тому вам не потрібно бачити того, що ви не можете винести (левову частку)» (англ. Because it's a terrible scare / But that's why the dark is there / So you don't have to see what you can't bear / (The lion's share)). Перша версія пісні була занадто схожою на попередню творчість Wild Beasts, але музиканти вчасно це усвідомили та спростили аранжування, залишивши незмінними лише основну мелодію та послідовність акордів. 
2. Якщо мінімалістична «Lion's Share» сильно відрізнялася від попередньої творчості Wild Beast, то друга композиція «Bed of Nails» (укр. дошка з цвяхами; дослівно — укр. ліжко з цвяхами) була більш схожою на пісні з альбому Two Dancers. Вона побудована навколо танцювального ритму, який поєднує барабани, синтезатор, та гітари. Як в офіційному кліпі, так і під час концертних виступів Бен Літтл грає на електрогітарі за допомогою смичка. Персонаж пісні звертається до коханої — шекспірівської Офелії, — та визнає, що готовий лежати з нею будь-де, навіть на дошці з цвяхами. Описуючи свою пристрасть, головний герой просить «бути галасливим, як судовий пристав, щоб губи покрилися пухирями, коли ми цілуємося» (англ. Be blatant as a bailiff / I want my lips to blister when we kiss), та порівнює момент екстазу із народженням потвори Франкенштейна: «Коли наші тіла електризуються, разом ми оживимо цю істоту. Вона жива, вона жива, вона жива-а-а-а-а!» (англ. When our bodies become electrified / Together we bring this creature to life / It's alive, it's alive, it's ali-e-i-e-i-e-i-i-i-ive). Демоверсію пісні створили однією з перших на альбомі, за вісім місяців до запису. Під час роботи в студії звучання музичних інструментів обробили таким чином, щоб їх не можна було впізнати.
3. У пісні «Deeper» (укр. Глибше) основний вокал належить Тому Флемінгу. Співак звертається до когось, розказуючи, що «сніданок уже готовий, чекає на твій приїзд; сонце тільки-но зійшло і знову йде вниз» (англ. The breakfast is all laid out / Waiting for you to arrive / The sun just rising / And going down again), але не пояснює, кого саме йому бракує. Композиція починається з барабанного ритму, що повторюється протягом всієї пісні, до якого поступово додаються нечисленні інструменти (гітара, фортепіано та синтезатор), а в приспіві обидва фронтмени повторюють рефреном назву пісні «Глибше». Пісню написано протягом одного вечора за допомогою дешевої гітари та мікрофону. За задумом музикантів, вона мала звучати якомога повільніше, надихаючись жанром ритм-енд-блюз, та зберігати відчуття живого виконання. Робоча назва композиції — «Inner Fires» (укр. Внутрішні вогні), а її текст присвячувався багатьом друзям, які існують в житті кожної людини. Мінімалістичний характер композиції порівнювали із творчістю інді-гурту Low, а незвичну структуру — з експериментами у виконанні британського колективу Talk Talk. 
4. Пісня «Loop the Loop» (укр. Замкнути петлю або Мертва петля) відповідає своїй назві, бо містить зациклені гітарні арпеджіо, а також варіації та повторення тих самих рядків тексту. Гейден Торп ставить філософські питання, на кшталт «Чи не думаєш ти, що люди — це найдивніші речі?» (англ. Oh, don't you think, that people are the strangest things?). В середині композиції інструменти затихають, залишається лише фортепіано та бек-вокал Флемінга, а Торп співає: «Я нажив достатньо ворогів» (англ. I've made enough enemies). Окрім повторюваних гітарних партій, пісня відзначається пульсуючим ритмом перкусії та дзвінким звучанням тарілок. На відміну від багатьох композицій з альбому, які створювалися поступово, цю написали під час джем-сейшену всіх учасників гурту, в центрі якого була гітарна партія Гейдена Торпа; для запису використовували дешевий синтезатор Yamaha.
5. «Plaything» (укр. Іграшка), яку називали «злим двійником» «Bed of Nails», також присвячена відносинам між людьми. Її текст наповнений еротизмом — «Новий примус. Знімай сорочку, я зроблю, що хочу» (англ. New squeeze / Take off your chemise / And I'll do as I please), який переростає у садомазохізм — «Цікаво, наскільки жорстоким я буду» (англ. I wonder how cruel I'll be). Протагоніст ставиться до партнера, як до іграшки, демонструючи радше фізичний потяг, аніж емоційну прив'язаність. Акомпанементом для пісні є три басові ноти, які постійно повторюються, синтезатор, а також перкусія в африканському стилі, що створює стереоефект. Для запису використовували декілька екзотичних семплів, зокрема, звучання 12-тонного молоту та бонго із намотаним велосипедним ланцюгом.
6. На пісні «Invisible» (укр. Невидимий) провідним вокалістом знову стає Том Флемінг. В цій меланхолічній композиції співак прощається з «речами, які, як я думав, я хотів» (англ. things I thought I'd want). Баладу виконують під акомпанемент фортепіано, з невеликими оркестровими вкрапленнями духових інструментів, а електрогітара імітує цокання годинника. Закінчується пісня фразою «Твої губи до моїх губ. Я перестаю існувати» (англ. Your lips to my lips / I cease to exist). За задумом музикантів, це мала бути «пісня Спрінгстіна на акорди Колтрейна», в якій співалося б про страх, але кінцева версія вийшла оптимістичнішою, втілюючи ідею з творів Елен Сіксу: «Якщо ти бодай на мить забудеш любити мене, моє життя миттєво зникне, як сон».
7. Сюжет пісні «Albatross» (укр. Альбатрос) перекликається з «Поемою про старого моряка» Семюела Колріджа, головний герой якої вбив птаха, що допоміг врятуватися у морі. Гейден Торп співає про «секрети, якими я мав поділитися» (англ. the secrets that I should have shared), можливо, відчуваючи провину через викриту невірність. Повільну композицію, що порівнювали з творчістю Talk Talk, прикрашають оркестрове аранжування, елегантна гітарна партія, фортепіано та клавішні, які імітують маримбу. На думку музикантів, звучання пісні, насичене синтезованим басом та ефектами реверберації, стало однією з найраніших «візитівок» альбому.
8. «Reach a Bit Further» (укр. Дійти трохи далі) — це діалог двох коханців у виконанні Гейдена Торпа та Тома Флемінга, які по черзі співають куплет, передприспів та приспів, нагадуючи власну вокальну взаємодію з попереднього альбому Two Dancers. Закільцьовану структуру пісні, звуки дзвіночків, мінорних арпеджіо та соло-гітари порівнювали з творчістю Radiohead часів платівок In Rainbows або Amnesiac, а сюжет пісні — з романом «Буремний перевал». Пісню написано протягом 20 хвилин, під час яких гітарист Бен Літтл та барабанщик Кріс Телбот повторювали свої партії, а Том Флемінг з Гейденом Торпом співали у стилі улюблених бой-бендів.
9. У пісні «Burning» (укр. Горіння) баритон Тома Флемінга звучить на тлі повторюваного та перевернутого семплу, в якому смичком грають на акустичній гітарі. Пісня містить декілька інструментальних шарів, в яких можна почути дульцимер або цитру, дзвіночки, та оркестрове аранжування. Герой Флемінга «боїться за свої палаючі сліди на підлозі, речі, які мені більше не потрібні» (англ. I'm afraid for my burning footprints on the floor/The things I don't need anymore), визнаючи, що ми марнуємо час, збираючи пам'ятні речі про людей, які більше не з нами. У тексті присутні відсилання до поеми Томаса Еліота «Пустельна земля», а музика порівнюється з останніми платівками Talk Talk 1988—91 років. Спочатку пісню мали виконувати під акомпанемент фортепіано, але продюсер Річард Формбі порадив використати у міксі старий семплер.
10. Завершальна «End Come Too Soon» (укр. Кінець настає занадто рано) — епічна семихвилинна композиція, найдовша на альбомі. Вона розвивається поступово, додаючи до гітарного програшу ще декілька музичних шарів, що постійно повторюються: додаткові гітари, фортепіано, безслівний спів і, нарешті, основний вокал Гейдена Торпа. В середині пісні музиканти замовкають, поступаючись місцем ембієнтному програшу в найкращих традиціях Браяна Іно, а потім знов «вибухають», повторюючи фразу «Занадто рано». На живих концертах музиканти грали цю пісню набагато довше, надихаючись так званою «секцією голокосту» гурту My Bloody Valentine, коли протягом 20 хвилин зі сцени лунає гучний «білий шум».

## Вихід альбому

### Альбом
Альбом Smother вийшов на лейблі Domino Records 9 травня у Великій Британії та 10 травня у США. Продюсером платівки став Річард Формбі, який, окрім попередніх альбомів Wild Beasts, продюсував британські рок-гурти Mogwai та Spacemen 3. Разом з анонсом альбому було оголошено про перші дати концертів у Великій Британії та Європі. В британському альбомному чарті Smother протримався три тижні, досягнувши сімнадцятої позиції. Окрім цього, платівка потрапила до чартів Ірландії та Франції, посівши двадцять друге та сто сімдесят дев'яте місця відповідно.

### Сингли
| #  | Назва       | Тривалість |
| -- | ----------- | ---------- |
| 1. | «Albatross» | 3:12       |
| 2. | «Smother»   | 4:11       |

| #  | Назва             | Тривалість |
| -- | ----------------- | ---------- |
| 1. | «Bed of Nails»    | 4:18       |
| 2. | «Catherine Wheel» | 2:29       |

| #  | Назва                 | Тривалість |
| -- | --------------------- | ---------- |
| 1. | «Reach a Bit Further» | 3:39       |
| 2. | «Thankless Thing»     | 5:37       |
| 3. | «Smother»             | 4:09       |
| 4. | «Catherine Wheel»     | 2:29       |

Першим синглом з нового альбому Wild Beast стала пісня «Albatross». 7 березня 2011 року її опубліковано онлайн для безплатного прослуховування, а протягом наступних тижнів вийшли два фізичних видання: 16 квітня, до Дня магазину звукозапису — на семидюймовому вінілі, а 2 травня — окремим синглом. На стороні «Б» релізу Domino Records опублікували пісню «Smother», яка не увійшла до альбому. 5 квітня 2011 року вийшов музичний кліп «Albatross», яий зняв режисер Дейв Ма. В центрі уповільненого відео — танцюристка, яку оточують покоївки, співаючі учасники гурту, напівпрозорі декорації, стікаюча по гілках чорна рідина та великі скам'янілі комахи.
Другим офіційним синглом з альбому стала пісня «Bed of Nails». 11 липня вона вийшла в цифровому вигляді та у форматі «поштової листівки», де кожну з 500 карток, створених фотографом Джеймсом Евансом, підписали учасники гурту. Окрім «Bed of Nails», до синглу увійшла пісня «Catherine Wheel», яка не потрапила до альбому. Режисер Деніел Бреретон зняв на пісню «Bed of Nails» відеокліп, у якому гурт грає в темній кімнаті в оточенні різноколірних ліхтарів.
14 листопада 2011 року гурт випустив третій сингл «Reach a Bit Further». Він вийшов в цифровій формі, а також на 12-дюймовому вінілі, а окрім заголовної пісні, до платівки увійшли бі-сайди з двох попередніх синглів — пісні «Smother» та «Catherine Wheel» — а також нова композиція «Thankless Thing», яку записали на початку студійних сесій Smother, але вона не увійшла до альбому.

### Концертний тур
| #  | Назва   | Тривалість |
| -- | ------- | ---------- |
| 1. | «Stray» | 4:21       |

Концерти на підтримку Smother тривали протягом 2011—2012 років. Окрім Великої Британії та Європи, Wild Beasts гастролювали у Північній Америці, Південній Америці та Австралії, а на розігріві у них виступали гурти Braids, Dutch Uncles, Twin Sister, Alt-J, Superhumanoids та співачка EMA. 
Наприкінці 2012 року Wild Beasts подякували всім слухачам, що підтримували їх під час концертів, та опублікували на власному каналі в YouTube пісню «Stray», яка не увійшла до Smother.

## Критичні відгуки
Музичні оглядачі порівнювали Smother із попереднім альбомом гурту Two Dancers, який приніс Wild Beasts популярність у зв'язку з номінацією на отримання премії Mercury Prize. В музичному каталозі AllMusic зазначили, що поціновувачі Two Dancers не залишаться розчарованими, щобільше, навіть ті, хто раніше не вважав себе фанатом гурту, можуть використати Smother як ще один привід закохатися в їхню творчість. На сайті Drowned in Sound запропонували навіть не порівнювати Smother з двома попередніми платівками гурту, бо хоча він і був безсумнівними кроком вперед і також міг претендувати на отримання Mercury Prize, але, крім цього, «ще більше розривав серця, був більш життєстверджуючим та вишуканим». Девід Біван (Pitchfork) зауважив, що зменшення гучності гурту на Smother є логічним продовженням Two Dancers, а Джон Янг (Spin) підкреслив, що гурт навчився «робити більше з меншими витратами». У британській газеті Independent згадали про «прокляття третього альбому», але визнали, що Wild Beasts подолали його дуже впевнено. Своєю чергою, на сайті Adequacy назвали Smother гідним продовженням Two Dancers, в якому на зміну творчій винахідливості прийшло «багато нових звуків, в яких можна загубитися».
Музичну частину Smother, яка відзначалася фальцетом Торпа, та поєднанням синтезаторів, гітарної музики та винахідливої перкусії, порівнювали з класичною альтернативною попмузикою кінця вісімдесятих, на кшталт Talk Talk, Associates або The Blue Nile. На сайті Resident Advisor звернули увагу на «повільний та болісний вокал», який призводив до багатьох яскравих моментів на платівці. В газеті The New York Times вбачали в піснях «потребу та вразливість», у виданні Austin Chronicle — «киплячу дезорієнтуючу пристрасть», а на сайті No Ripcord — «точний баланс між зухвалою красою та емоційним інтелектом». У британській газеті The Guardian визнавали, що пісні Wild Beasts не були призначені для звичайних попчартів, але через дедалі більшу популярність гурту їх не можна було залишати без уваги.
У британському музичному журналі New Musical Express Smother назвали шедевром, який «зображає темну сторону сексу». Ця тематика залишилася незмінною з часів Two Dancers, хоча на думку оглядача Consequence «сексуальна ексцентричність» попередньої платівки суттєво ослабла. В журналі Clash альбом назвали поетичнішим за попередників, але все одно «керованим гормонами». Музичний редактор вебзину Dotmusic відзначив, що альбом створено гуртом із «великим розумом, щедрим серцем, голодними вухами та постійною ерекцією». Нарешті, в журналі Q були захоплені тим, як Wild Beasts сміливо спробували вкласти новий зміст у поняття «пісні про кохання».
Smother дозволив Wild Beasts закріпитися на позиціях одного з найкращих інді-гуртів країни. На сайті BBC Music їх назвали «найбільш надихаючим та інтригуючим гуртом Великої Британії», в англійському журналі Mojo — «унікальною групою, що все ще перебуває на сходженні», а в американському виданні Filter відзначили достатню кількість «м'язів», щоб підтримувати фронтмена із незвичним мелодраматичним голосом. Оглядач MusicOMH назвав Smother перлиною альтернативної попмузики, та одним з найкращих альбомів 2011 року, а критик з Uncut припустив, що цю платівку майже напевно слухатимуть протягом всього року.
Серед переважної кількості позитивних відгуків знайшлися й оглядачі, які поставилися до Smother більш стримано. В американському музичному журналі Under the Radar були розчаровані відсутністю хітів на кшталт «Hooting and Howling», зауваживши, що «диких звірів було приборкано». Оглядач вебзіну Tiny Mix Tapes Джей Монк також визнав, що не зрозумів мети альбому і залишився байдужим після його прослуховування: «Можливо, це тому, що їхнє ставлення є грайливим, але не особливо іронічним, сміливим, але вільним від зобов'язань і безпристрасним. А може це просто не для мене».

## Значення
Smother було визнано одним з найкращих альбомів року. За підсумками року, опублікованими на сайті музичного агрегатора Metacritic, платівка посіла шістнадцяте місце із середнім рейтингом 85 %. За словами редактора, музика Wild Beasts стала зрілішою, позбавившись відтінку ексцентричності, а на зміну гітарному звучанню прийшли синтезатори.
В британському журналі Fact Smother посів сорок третє місце серед всіх платівок року завдяки своїй «сміливій суворості», незвичної для тогочасної гітарної попмузики. В англомовному електронному журналі Slant Magazine альбом поставили на дев'яту сходинку, звернувши увагу на майстерні експерименти із бароко-попом, далеким від інших андеграундних колективів. В журналах Uncut та The Quietus Smother потрапив на восьме місце. Рорі Гібб відзначив парадоксальність шляху Wild Beasts, чия популярність продовжувала зростати, хоча музика ставала все дивнішою та дивнішою, не орієнтованою на масового слухача. Нарешті, в газеті The Guardian та журналі New Musical Express платівку поставили на четверте місце за підсумками року, визнавши яскравим прикладом сучасного інді-попу.
В нью-йоркському виданні Flavorwire Smother віднесли до одного з десяти найнедооціненіших альбомів року. Том Хокінг зазначив, що більшість музичних критиків ще в середині року почали створювати рейтинги найкращих альбомів, куди потрапляли ті самі артисти, серед яких Джеймс Блейк, Пі Джей Гарві, Fleet Foxes та Bon Iver, і через це проігнорували декілька гідних релізів. Одних з них став саме Smother, який в британській пресі «забули» через гучніші повернення рок-гуртів Suede та Pulp, проте який, на думку Хокінга, мав сподобатися будь-яким поціновувачам «грамотної, театральної, щирої попмузики».